# Willy Nebel
Willy Nebel (* 18. Oktober 1897 in Markkleeberg; † 29. März 1985 in Karl-Marx-Stadt) war ein deutscher Professor für Mechanische Technologie und ehemaliger Rektor der Hochschule für Maschinenbau Karl-Marx-Stadt.

## Leben
Willy Nebel promovierte 1929 an der Technischen Hochschule Dresden mit dem Thema Arbeitsstudie über das Feilen und Entwicklung eines wirtschaftlichen Anlernverfahrens. Am 30. Dezember 1937 beantragte er die Aufnahme in die NSDAP und wurde rückwirkend zum 1. Mai desselben Jahres aufgenommen (Mitgliedsnummer 5.810.182).
Nach dem Krieg arbeitete er am Aufbau der Vereinigung Volkseigener Betriebe Werkzeugmaschinen und Werkzeuge. Im Jahr 1946 trat er der SED bei.  Im Jahr 1954 wurde er als Professor für Mechanische Technologie an der Hochschule für Maschinenbau Karl-Marx-Stadt berufen und übernahm dort 1955 die Leitung des Institutes für Technologie des Maschinenbaues. Er war gleichzeitig Mitbegründer und erster Direktor des dem Ministerium für Schwermaschinenbau unterstellten Instituts für Technologie und Organisation (ITO) aus dem später das Zentralinstitut für Fertigungstechnik (ZIF) hervorging.
Von 1954 bis 1956 war er Prorektor für Forschung und von 1956 bis 1961 Dekan der Fakultät für Technologie. Von 1961 bis 1963 war Willy Nebel Rektor der Technischen Universität Chemnitz.
Im Jahr 1963 wurde er emeritiert. 1962 erhielt er den Vaterländischen Verdienstorden in Silber.